# NGC 4980
NGC 4980 (другие обозначения — ESO 443-75, MCG −5-31-37, AM 1306—282, IRAS13064-2822, PGC 45596) — спиральная галактика с перемычкой (SBa) в созвездии Гидра. Форма галактики несколько искажена, что обычно вызывается взаимодействием с другой, расположенной неподалёку галактикой. Однако никаких подходящих на эту роль объектов пока не обнаружено.
Этот объект входит в число перечисленных в оригинальной редакции «Нового общего каталога».